# 竹脇義果
竹脇 義果（たけわき よしみ、1940年 - ）は、元アナウンサー。視覚障碍者のヨットセーリング選手でもある。

## 人物
実父に東京中央放送局アナウンサーののち、フリーアナウンサーとなった竹脇昌作。実弟に俳優の竹脇無我。
青山学院大学在学中の1961年にヨット部を設立。卒業後、ラジオ関東（神奈川県）に就職し、アナウンサーの活動を開始したが、1982年、42歳で視力を失い、アナウンサーの活動を断念。その後、実弟・無我の個人芸能事務所「タケワキプロダクション」設立に尽力。無我を俳優に育てるきっかけをつくる。
1996年、日本視覚障碍者セーリング協会設立。自らも1997年、世界ブラインドセーリング選手権大会銅メダル。このアナウンサーからブラインドセーラーになるにあたるまでの経緯は、スポーツライターの軍司貞則が「ブラインドセーリング」というノンフィクション著に現している。